# Devir (editorial)
Devir es un grupo editorial brasileño fundado en 1987 y especializado en productos de ocio y entretenimiento: literatura fantástica, cómics y juegos de toda clase como juegos de rol, de tablero, de cartas coleccionables, de naipes, de miniaturas etc. El grupo cuenta con sede operativa en Barcelona y tiene filiales en ocho países diferentes: Brasil, Portugal, España, Estados Unidos, Chile, Colombia, México y Argentina

## Filiales
- Devir Brasil
- Devir Portugal
- Devir Iberia
- Devir USA
- Devir Chile
- Devir Colombia
- Devir México
- Devir Argentina

× Devir Italia

## Productos estrella
Devir tiene los derechos exclusivos de traducción al portugués y al español de los productos del gigante estadounidense Wizards of the Coast. Los cuatro juegos más representativos del catálogo de la empresa son el juego de cartas coleccionables Magic: el encuentro, el juego de rol Dungeons & Dragons y los juegos de mesa Catán y Carcassonne los cuales cuentan con torneos internacionales.